# General mrtve armade
General mrtve vojske (albansko Gjenerali i ushtrisë së vdekur) je roman albanskega pisatelja Ismaila Kadareja iz leta 1963. Je avtorjev najbolj cenjen roman. Kadareja je k pisanju knjige spodbudil Drago Siliqi, literarni kritik in direktor državne založbe Naim Frashëri.
Ismail Kadare je roman izdal pri 26 letih.

## Zgodba
V zgodnjih šestdesetih letih dvajsetega stoletja, skoraj 20 let po koncu druge svetovne vojne, je italijanski general v spremstvu duhovnika, ki je tudi polkovnik italijanske vojske, poslan v Albanijo, da bi lociral in zbral posmrtne ostanke svojih rojakov, ki so umrli med vojni ,in jih prepeljati na pokop v Italijo. Ko organizirajo izkopavanja in razkopavanja, se sprašujejo o obsegu naloge. General se z duhovnikom pogovarja o nesmiselnosti vojne in nesmiselnosti iniciative. Ko gredo globlje v albansko podeželje, ugotovijo, da jih spremlja še en general, ki išče trupla nemških vojakov, prav tako ubitih v drugi svetovni vojni. Podobno kot njegov italijanski kolega, se Nemec bori z nehvaležno službo, da išče ostanke, ki bi jih odpeljal na pokop nazaj domov, in dvomi o vrednosti tovrstnih gest nacionalne nominalne vrednosti.

## Sprejem
Roman so sprva kritizirali uradni albanski literarni kritiki, nato pa so ga prezrli, kot da ne obstaja. Razlog za to je bil, da se je Kadare izogibal realističnemu socialističnemu slogu, medtem ko je bila namerno ignorirana tudi komunistična partija. Kadarejev roman je bil v močnem nasprotju z drugimi pisci tistega časa, ki so poveličevali komunistično revolucijo. Razen tega, medtem ko so takratni pesniki in romanopisci pisali o ideološkem soncu, ki je grelo vse komuniste, Kadare v tem, tako kot v drugih svojih romanih, z albanskega podeželja ni odstranil ne oblakov ne dežja.
Roman je prejel številne pozitivne kritike. Richard Eder iz The New York Timesa je izjavil, da "Kadare zvito in suho napreduje v temo ... [on] ne pošilja sporočil, ampak jih spravi v smrtonosno življenje". Boston Globe je roman označil za "močan in pretresljiv albanski roman". Alan Brownjohn iz The Times Literary Supplement je roman pohvalil in ga označil za "globoko ganljiv roman ... bogat z ganljivimi podrobnostmi".
Roman je navdihnil tri filme: General mrtve armade Luciana Tovolija z Michelom Piccolijem v glavni vlogi, film Dhimitërja Anagnostija Povratek mrtve armade (albansko: Kthimi i Ushtrise se Vdekur ) - albanski film iz leta 1989, v katerem je igral Bujar Lako. Bertrand Tavernierjevo pa je režiral film Življenje in nič drugega ( La Vie et rien d'autre ) s Philippom Noiretom v glavni vlogi. Čeprav je to Kadarejev najbolj znan roman, nanj ne gleda kot na svoje najboljše delo.
Uvrščena je bila na seznam 100 knjig stoletja po reviji Le Monde.

### Prevodi
V bolgarščino je roman prvič prevedla Marina Marinova, objavljen leta 1966. Nato jo je v srbohrvaščino prevedel Esad Mekuli, knjiga je izšla leta 1968. Nato sta jo v turščino prevedla Attila Tokatlı in Necdet Sander, objavljena je bila leta 1970 v izdajah Sanderja v Istanbulu.
V slovenščino je roman prevedel Jakob Emeršič, izšla pa je pri založbi Nova obzorja marca 1976. Emeršič je delo prevedel po francoski izdaji.
Angleški prevod Dereka Coltmana, ki ga je prvi objavil WH Allen, ni bil narejen neposredno iz albanske, temveč iz francoske izdaje iz leta 1970, ki jo je izdal Albin Michel. Revidirana angleška izdaja je bila objavljena pri The Harvill Press leta 2000, v luči revidirane francoske izdaje, ki jo je izdal Fayard leta 1998, leta 2008 pa jo je ponatisnil Vintage Press.

## Adaptacije

### Filmsko
- General mrtve vojske (ital. Il generale dell'armata morta) je italijanski film iz leta 1983 z Michelom Piccolijem v glavni vlogi, posnet po romanu. Film je režiral Luciano Tovoli.
- Vrnitev mrtve vojske (albansko: Kthimi i Ushtrise se Vdekur) je albanski film iz leta 1989 z Bujarjem Lakom v glavni vlogi, posnet po romanu. Film je režiral Dhimitër Anagnosti.
- Življenje in nič drugega (La Vie et rien d'autre) je francoski film iz leta 1989 s Philippom Noiretom v glavni vlogi, posnet po romanu, ki ga je režiral Bertrand Tavernier.

### Gledališko
Knjiga je bila prirejena za oder in je pogosto igrana predstava v albanskih gledališčih in v nekaterih sosednjih državah.